# Bernd Möllenstädt
Bernd Möllenstädt (* 22. Februar 1943 in Mülheim an der Ruhr; † 13. März 2013 in Berlin) war ein deutscher Schriftgestalter und Typograf.
Möllenstädt arbeitete mehrere Jahre für die H. Berthold AG. Am bekanntesten sind seine Schriften: Formata, Signata und seine Überarbeitungen der Akzidenz-Grotesk. Die Formata wurde als Hausschrift von der Allianz SE, Postbank, Infratest und Škoda verwendet. Möllenstädt hat Logos und Signets für die Commerzbank, Mauser Office, Privatbrauerei Hoepfner und die Süddeutsche Zeitung gestaltet.

## Leben
Möllenstädt hat nach einer Lehre zum Schriftsetzer ein Studium des Grafik-Designs absolviert. Ab 1968 war er verantwortlich für das Schriftatelier der Berthold Types. Im Jahre 1990 wurde er Nachfolger von Günter Gerhard Lange als künstlerischer Leiter für Schriftgestaltung der Berthold Types in Berlin. Neben seiner Arbeit für Berthold unterrichtete Möllenstädt an Münchner Schulen Typografie und Grafikdesign.